# Eidgenössische Technische Hochschule

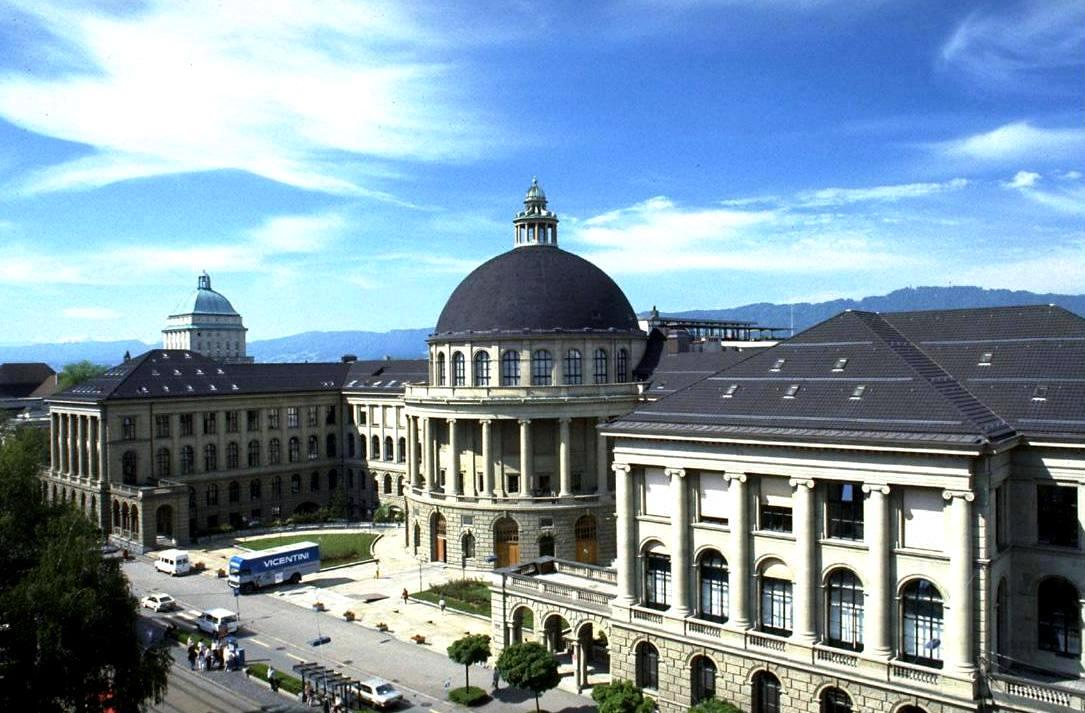
Az ETH főépülete

Az Eidgenössische Technische Hochschule, Zürich, (ETHZ, magyarul Szövetségi Műszaki Főiskola, Zürich) a svájci Zürichben található egyetem. Gyakran csak ETH-ként hivatkoznak rá.
Az ETH az egyik legrangosabb felsőoktatási intézmény a világon a kémia, a fizika, a villamosmérnöki valamint a gépészmérnöki tudományok és a számítástechnika területén. Az IDEA League tagja.

## Híres emberek

### Nobel-díjasok
Sokan a svájci Nobel-díjasok közül kapcsolatban voltak vagy vannak az ETH-val:
- 1901 Wilhelm Conrad Röntgen (fizika) – hallgató
- 1913 Alfred Werner (kémia) – professzor
- 1915 Richard Martin Willstätter (kémia) – professzor
- 1918 Fritz Haber (kémia) – hallgató
- 1920 Charles-Edouard Guillaume (fizika) – hallgató
- 1921 Albert Einstein (fizika) – matematika szakos hallgató 1896 és 1900 között, az elméleti fizika professzora 1912 és 1916 között
- 1936 Peter Debye (kémia) – professzora
- 1938 Richard Kuhn (kémia) – az ETH professzora 1926-tól 1929-ig
- 1939 Leopold Ružička (kémia) – professzor
- 1943 Otto Stern (fizika) – az ETH tanszékvezető professzora (1914)
- 1945 Wolfgang Pauli (fizika) – professzor
- 1950 Tadeus Reichstein (orvostudomány) – hallgató
- 1952 Felix Bloch (fizika) – hallgató
- 1953 Hermann Staudinger (kémia) – az ETH előadója 1912–1926 között
- 1975 Vladimir Prelog (kémia) – professzor
- 1978 Werner Arber (orvostudomány) – hallgató
- 1986 Heinrich Rohrer (fizika) – Gerd Binninggel együtt az ETH hallgatója
- 1987 Georg Bednorz és Alexander Müller (fizika) – az ETH hallgatói
- 1991 Richard Ernst (kémia) – professzor
- 2002 Kurt Wüthrich (kémia) – professzor

### Mások
- Max Frisch (építészet) – hallgató
- Bernard Tschumi (építészet) – hallgató
- Herzog & de Meuron (építészet) – az ETH hallgatói és 1999 óta professzorai, Pritzker-díjasok 2001-ben
- Niklaus Wirth (számítástudomány) – 1999 óta Professor emeritus, Turing-díjas 1984-ben

## Magyar vonatkozások
- Telegdi Bálint kísérleti részecskefizikus, az MTA tiszteleti tagja, 1976-tól 1989-es nyugdíjazásáig itteni professzor
- Grossmann Marcell matematikus, akinek fontos érdemei vannak az általános relativitáselmélet kifejlesztésében, életének első 15 évét Budapesten élte
- Kálmán Rudolf Emil (1930–2016) villamosmérnök, matematikus, a Kálmán-szűrő elvének kidolgozója, 1973 és 1997 között az egyetem professzora volt.
- Kováts Ervin (1927–2012) svájci magyar kémikus, vegyészmérnök, az MTA tagja, 1950 és 1953 között az egyetem hallgatója
- Neumann János (1903–1957) magyar matematikus, fizikus, informatikus, 1923 és 1925 között az egyetem vegyészmérnök-hallgatója
- Forgó László (Kossuth-díjas) gépészmérnök, az MTA tagja, a Heller–Forgó hűtőrendszer társfeltalálója itt szerezte mérnöki oklevelét, majd 1929 és 1931 között tanársegédje is volt.
- Heller László, a Heller–Forgó hűtőrendszer társfeltalálója az egyetem hallgatója
- Szántay Lajos, Arad jeles műépítésze a 19. század végén itt tanult.